# شهرک پتروشیمی مکران
شهرک پتروشیمی مکران یکی از شهرک‌های تخصصی پتروشیمی شهرستان چابهار در سواحل مکران،  استان سیستان و بلوچستان است.

شهرک پتروشیمی مَکُران در محدوده منطقه آزاد چابهار در زمینی به گستره حدود ۱،۲۰۰ هکتار در سال ۱۳۹۱ تصویب و سال ۱۳۹۴ کار خود را آغاز کرد.